# Новомещеровська сільська рада
Но́вомеще́ровська сільська рада (рос. Новомещеровский  сельский совет) — муніципальне утворення у складі Мечетлінського району Башкортостану, Росія. Адміністративний центр — присілок Новомещерово.
Станом на 2002 рік сільська рада називалась Мещеровська.

## Населення
Населення — 1065 осіб (2019, 1252 в 2010, 1151 в 2002).

## Склад
До складу поселення входять такі населені пункти:
| Населений пункт        | Населення, осіб (2002) | Населення, осіб (2010) |
| ---------------------- | ---------------------- | ---------------------- |
| Азангулово, присілок   | 296                    | 326                    |
| Куршаліно, присілок    | 225                    | 236                    |
| Новомещерово, присілок | 481                    | 526                    |
| Трубкільдіно, присілок | 0                      | -                      |
| Ясіново, присілок      | 149                    | 164                    |